# Châmkar Leu
Châmkar Leu – dystrykt (srŏk) w środkowej Kambodży, w prowincji Kâmpóng Cham. Stanowi jeden z 16 dystryktów tworzących prowincję. W 1998 roku zamieszkiwany przez 125 862 mieszkańców.

## Podział administracyjny
W skład dystryktu wchodzi 8 gmin (khum):
- Bos Khnaor
- Châmkar Andoung
- Cheyyou
- Lvea Leu
- Spueu
- Svay Teab
- Ta Ong
- Ta Prok

## Kody
- kod HASC[2] (Hierarchical administrative subdivision codes) – KH.KM.CL
- kod NIS[2] (National Institute of Statistics district code) – 0302